# 費迪南德·湯瑪斯·昂格爾
費迪南德·湯瑪斯·昂格爾（英語：Ferdinand Thomas Unger；1913年10月28日—1999年1月31日）美國陸軍軍人，最高軍銜為陸軍中將。

## 生平
1913年出生在賓夕法尼亞州匹茲堡。昂格爾早年時期希望成為一名工程師，進入賓夕法尼亞大學工學部學習；不過入學一年以後轉入西點軍校學習，並於1937年在那裡畢業。此後先後進入陸軍參謀統帥大學等軍事學校，埋頭研究軍事學。
第二次世界大戰中，被派往歐洲戰場參戰。韓戰期間擔任第一炮兵軍隊長。此後先後供職於美國駐德和駐法軍隊，後來歷任美國参谋长联席会议作戰部長、第7步兵師師長。
1966年，任琉球列島高級專員。在任期間，將琉球上訴裁判所首席判事、上級裁判所判事的任命權轉交給琉球政府，並導入行政主席公選制度。
1969年辭職，翌年退役。此後擔任老兵之家（Old soldier's home，美國陸軍與空軍退役軍人的管理機構）的理事長達7年之久。
1999年，因得帕金森氏症，在維吉尼亞州阿靈頓郡的一家醫院逝世。